# Laki krstaš
Laka krstaš je naziv koji dolazi od izraza "laki oklopni krstaš", i njime se označava vrsta oklopljenog krstaša koja se početkom XX. stoljeća kao hibrid zaštićog i oklopnog krstaša zamijenila ta dva tipa.
Laki krstaši su svoj korijen imali u brodovima koje je krajem XIX. stoljeća gradila Njemačka u svrhu krstaškog rata, odnosno nastojanja da se napadima na trgovačko brodovlje na udaljenim morima u eventualnom ratu ugrozi pomorska dominacija Britanskog carstva. Njihov dizajn je naglašavao brzinu na štetu naoružanja i oklopa, ali su kasnije dobili isti oklop kao i oklopni krstaši.
Razlika između lakih i teških krstaša je bila prilično nejasna sve do Washingtonskog pomorskog ugovora iz 1922. godine, kojim je ustanovljen standard prema kojem su teški krstaši postali svi oni s glavnim topom čiji je kalibar veći od 155 mm. 